# Delta11-masna-kiselina desaturaza
Delta11-masna-kiselina desaturaza (EC 1.14.19.5, Delta11 desaturaza, masno kiselinska Delta11-desaturaza, TpDESN, Cro-PG, Delta11 masno kiselinska desaturaza, Z/E11-desaturaza, Delta11-palmitoil-KoA desaturaza) je enzim sa sistematskim imenom acil-KoA,vodonik donor:kiseonik Delta11-oksidoreduktaza. Ovaj enzim katalizuje sledeću hemijsku reakciju
acil-KoA + redukovani akceptor + O2 {\displaystyle \rightleftharpoons } Delta11-acil-KoA + akceptor + 2H2O
Ovaj enzim je vezan za membranu. On ima citohromu b5-sličan domen u N-terminusu i sadrži tri histidinske koji se kritične za desaturaznu aktivnost.

## Literatura
- Nicholas C. Price; Lewis Stevens (1999). Fundamentals of Enzymology: The Cell and Molecular Biology of Catalytic Proteins (Third изд.). USA: Oxford University Press. ISBN 019850229X.
- Eric J. Toone (2006). Advances in Enzymology and Related Areas of Molecular Biology, Protein Evolution (Volume 75 изд.). Wiley-Interscience. ISBN 0471205036.
- Branden C; Tooze J. Introduction to Protein Structure. New York, NY: Garland Publishing. ISBN 0-8153-2305-0.
- Irwin H. Segel. Enzyme Kinetics: Behavior and Analysis of Rapid Equilibrium and Steady-State Enzyme Systems (Book 44 изд.). Wiley Classics Library. ISBN 0471303097.
- William P. Jencks (1987). Catalysis in Chemistry and Enzymology. Dover Publications. ISBN 0486654605.

## Spoljašnje veze
- Delta11-fatty-acid+desaturase на 